# Miyi
Miyi är ett härad som lyder under Panzhihuas stad på prefekturnivå i Sichuan-provinsen i sydvästra Kina.